# ایچیرو سایتو
ایچیرو سایتو (انگلیسی: Ichirō Saitō؛ ۲۳ اوت ۱۹۰۹ – ۱۶ نوامبر ۱۹۷۹) آهنگساز اهل ژاپن بود.